# Sonny Dunham
Sonny Dunham, geboren als Elmer Lewis Dunham, (Brockton, 16 november 1911 - Miami, 9 juli 1990) was een Amerikaanse trompettist en orkestleider.

## Jeugd
Sonny Dunham begon op 7-jarige leeftijd trombone te spelen en op 11-jarige leeftijd schuiftrombone. Tijdens zijn jeugd trad hij op met plaatselijke bands. 

## Carrière
Van 1929 tot 1931 was hij lid van het orkest van Paul Tremaine, waar hij ook werkzaam was als arrangeur en bandvocalist. Daarna wisselde hij naar de trompet. In maart 1937 verliet hij Tremaine en richtte zijn eigen orkest op onder de naam Sonny Lee & the New York Yankees, dat hij echter al in november 1937 ontbond. Hij speelde daarna bij het Casa Loma Orchestra van Glen Gray en werkte mee aan diens plaatopnamen bij Decca Records. Zijn grootste succes in deze fase was het nummer Memories of You van Eubie Blake.
Dit gaf hem moed om het Casa Loma Orchestra te verlaten en opnieuw een eigen formatie op te richten, een 14-koppige band, die echter weinig succesvol was. Dunham keerde weer terug naar het Casa Loma Orchestra, waar hij verdere acht jaar bleef. In het voorjaar verliet hij het orkest voorgoed en richtte zijn ensemble Sonny Dunham and his Orchestra op. Dit, qua stijl beïnvloed door het orkest van Jimmie Lunceford, werd gesponsord door een fabrikant van trompet-mondstukken en werd op een zoektocht naar talent gestuurd naar onbekende, jonge trompettisten. Op deze manier ontdekte Dunham uiteindelijk de jonge Pete Candoli. Het orkest trad op in de grote danszalen van de Verenigde Staten en in de New Yorkse hotels, de New Yorker en de Pennsylvania Hotels, in de Tune Town en de Roseland Ballroom, maar ook in Frank Dailey's Meadowbrook en in het Hollywood Palladium in 1942, waar ze ook meewerkten aan de Hollywood-film Behind the Eight Ball van Universal Pictures. Sonny Durham fungeerde daarbij ook als muzikaal leider. Zijn band was dan ook te zien in de korte film Jivin' Jam Session. Een soundie uit 1942 was Sleepy Lagoon met de bandzanger Ray Kellogg.
Dunham nam op voor Bluebird Records, Hit Records en Vogue Records. Naast Pete Candoli begon de carrière van een reeks bekende jazzmuzikanten in Dunhams band, zoals Bob Bates, Conte Candoli, Emmett Carls, Corky Corcoran, Allen Eager, Moe Koffman, Don Lamond, Don Lanphere, Zoot Sims, Kai Winding en George Dale Williams als arrangeur. Bandzangers waren Harriet Clark en Dorothy Claire en in 1943 Don Darcy en Billy Usher. Aan het eind van het bigbandtijdperk had zijn orkest nog slechts weinig mogelijkheden tot optreden. In 1951 werd Dunhams orkest ontbonden en werkte hij daarna bij Tommy Dorsey.
Tijdens de jaren 1960 woonde hij in Florida en werkte hij met een kleiner ensemble, waarmee hij overwegend speelde op cruiseschepen. Nadat hij wegens lipproblemen zijn actieve muziekloopbaan moest beëindigen, organiseerde hij de bands voor de scheepvaartroutes.
Zijn trompetspel tot in het hoogste register bezorgde hem de bijnaam 'The Man from Mars'. Hij werd om die reden in 1939 ook opgenomen in de allereerste Metronome All-Stars band, waar hij met stertrompettisten als Bunny Berigan, Charlie Spivak en Harry James speelde. Dunham was de componist van het nummer Come and Git It.

## Overlijden
Sonny Dunham overleed in juli 1990 op 78-jarige leeftijd.
- Bibliothèque nationale de France: cb138935060 (data)
- International Standard Name Identifier: 0000 0003 6707 404X
- Library of Congress Control Number: no2003119024
- MusicBrainz: 22fa3512-e176-4cd0-8526-7fef2b6f1d82
- Virtual International Authority File: 232551262
- WorldCat: E39PBJrKTB999T9V4BpWjhhj4q